# جوراب کریسمس

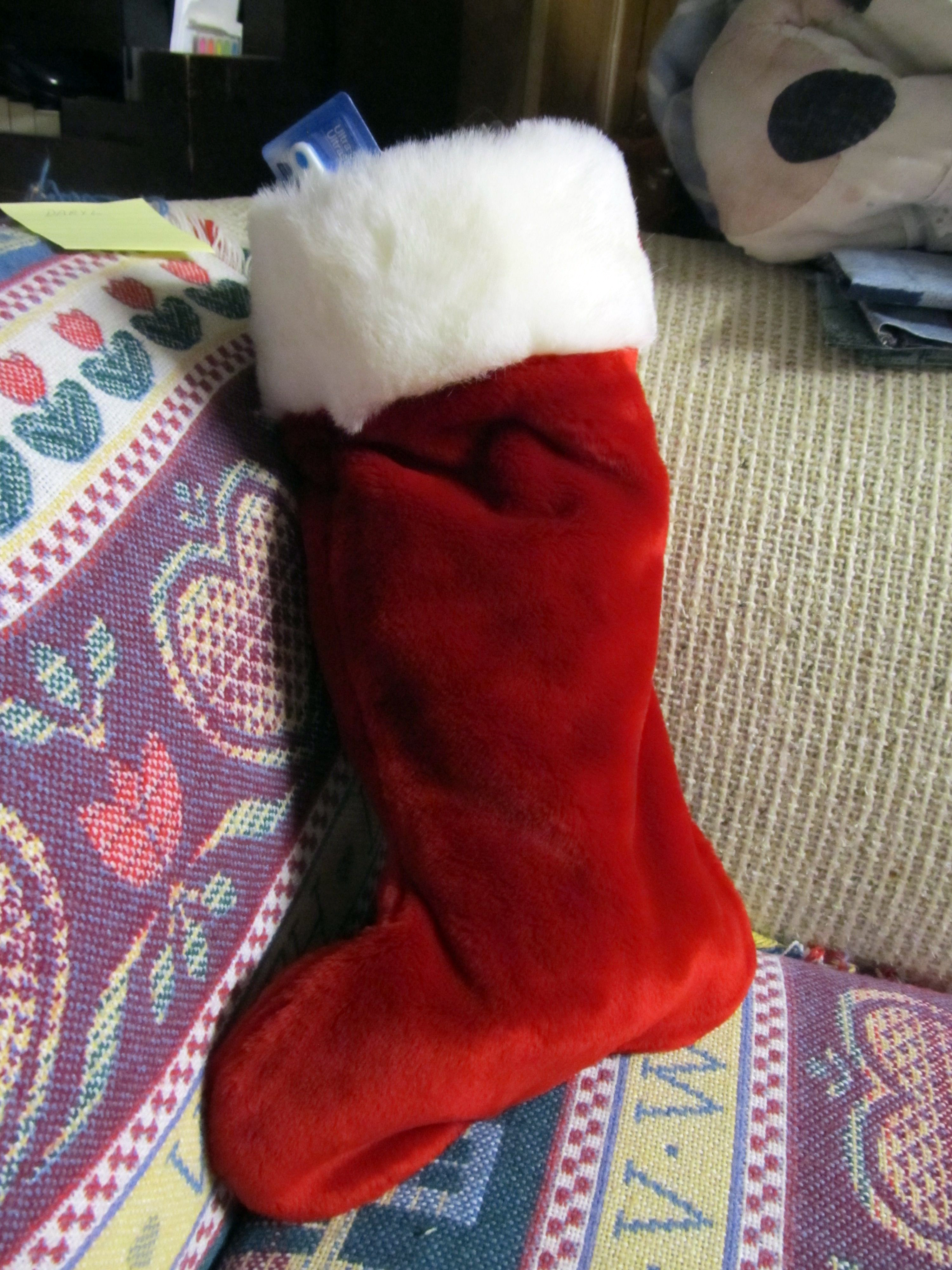
یک جوراب کریسمس که از هدیه پر شده است.

جوراب کریسمس (به انگلیسی: Christmas stocking) یک جوراب خالی یا کیسه جوراب شکلی است که در روز سنت نیکلاس یا شب کریسمس آویزان می‌شود تا سنت نیکلاس (یا چهره‌های مرتبط با بابا نوئل و پدر کریسمس) وقتی می‌آید، بتواند آن را با اسباب بازی‌های کوچک، آبنبات، میوه، سکه یا سایر هدیه‌های کوچک پر کند. از این اقلام کوچک، اغلب با عنوان پرکننده جوراب یا چپاننده درون جوراب یاد می‌شود. گمان بر این است که سنت جوراب کریسمس از زندگی سنت نیکلاس نشات گرفته شده باشد. در برخی از داستان‌های مربوط به کریسمس، محتویات جوراب کریسمس تنها شامل اسباب بازی‌هایی است که کودک در کریسمس از بابا نوئل دریافت می‌کند. در داستان‌های دیگر (و در سنت)، برخی از هدیه‌ها در کاغذ کادو بسته‌بندی شده و زیر درخت کریسمس گذاشته می‌شوند. سنت در فرهنگ غربی اخطار می‌دهد، کودکی که در طول سال رفتار بدی داشته باشد تنها یک تکه یا کندله زغال به عنوان هدیه دریافت می‌کند. برخی از افراد حتی جوراب کریسمس خود را کنار پایه‌های تخت می‌گذارند تا هنگامی که آنها خواب هستند بابانوئل بتواند آن را در کنار تخت پر کند.